# Кабишьяна
Кабишьяна (Kabishiana, Cabichiana, Kabixiána, Kabixiâna, Cabichinana, Capichana, Kabixiana) — мёртвый индейский язык, который принадлежит к арикемской группе языковой семьи тупи, на котором раньше говорил народ с одноимённым названием, раньше проживавший в штате Рондония в Бразилии.

## Лексика
Маленький список слов языка кабишьяна из работы А. Родригеса и К. Леви-Стросса (1950):
| Русский             | Кабишьяна  |
| ------------------- | ---------- |
| зуб                 | uniaín     |
| рука (кисть руки)   | opopí      |
| нога                | ukibiei    |
| мавриция извилистая | paí        |
| ара                 | perá       |
| агути               | bakeniéng  |
| ягуар               | aminngkuni |